# 朝鮮民族前衛同盟
朝鮮民族前衛同盟（ちょうせんみんぞくぜんえいどうめい）または朝鮮青年民族前衛同盟または民族前線連盟は、日本統治下の朝鮮で結成された社会主義系の独立運動団体である。
1936年夏、強い進歩的傾向のある青年たちが結成し、朝鮮民族革命党内の青年たちを束ねることで、活動した。崔昌益などの社会主義者も、結成に深く関与していた。同年10月、朝鮮民族革命党・朝鮮民族解放同盟・朝鮮革命者連盟の3団体が、朝鮮民族前線同盟を結成すると、朝鮮民族前衛同盟も、これに合流した。
傘下に、朝鮮義勇隊を設立して、抗日運動を展開した。
これらは、1938年金元鳳の路線に発展して民族革命党を脱党した。